# Теорема Блоха
Теорема Блоха — одне із основних тверджень квантової теорії ідеальних кристалів, яке задає загальний вигляд хвильових функцій електронних станів у твердому тілі з трансляційною симетрією. 

## Формулювання
У періодичному кристалі з періодом {\displaystyle \mathbf {a} } електронні стани мають хвильові 
функції виду хвиль Блоха
{\displaystyle \psi _{\mathbf {k} }(\mathbf {r} )=v_{k}(\mathbf {r} )e^{i\mathbf {kr} }},
де  {\displaystyle v_{k}(\mathbf {r} )=v_{k}(\mathbf {r} +\mathbf {a} )} є певною періодичною функцією із 
періодом {\displaystyle \mathbf {a} }.
Вектор {\displaystyle \mathbf {k} } називається хвильовим вектором.

## Приведення хвильових векторів до першої зони Брілюена
Якщо {\displaystyle \mathbf {K} } є вектором оберненої ґратки, то функція  {\displaystyle e^{i\mathbf {Kr} }}, теж є періодичною, а значить хвильовий вектор {\displaystyle \mathbf {k} -\mathbf {K} }
теж задовольняє теоремі Блоха. Ця обставина створює умови для того, щоб вибирати хвильові вектори 
лише в першій зоні Брілюена, віднімаючи від будь-якого {\displaystyle \mathbf {k} }
вектор оберненої ґратки необхідну кількість разів. 
Величину {\displaystyle \hbar \mathbf {k} }, коли {\displaystyle \mathbf {k} } приведено до першої зони Брілюена називають квазі-імпульсом, щоб відрізнити від звичайного імпульсу, який може приймати
будь-яке значення. 
Квазі-імпульс можна вибрати квантовим числом одноелектронного стану. Відповідно, говорять, що 
такий стан характеризує квазічастинку.